# Lennart Hellman
Lennart "Joe" Hellman, född 2 december 1914, död 23 september 1960, var en svensk bandy- och ishockeyspelare samt ishockeyledare. Han spelade för Hammarby IF, mellan 1933 och 1942, och blev svensk mästare med dem två gånger, 1936 och 1937. "Joe" spelade även fyra tävlingsmatcher i Hammarbys fotbollslag. Hellman spelade 19 A-landskamper och deltog i VM i ishockey 1935 och VM 1938 samt i Olympiska vinterspelen 1936. Han blev efter sin aktiva karriär lagledare, bland annat för ishockeylandslaget.
Lennart "Joe" Hellman var far till Göran Hellman, en ishockey-, bandy- och fotbollsspelare i Hammarby IF samt dragspelaren Åke Hellman som också spelade i Hammarbys ishockeylag.